# Chimarra akana
Chimarra akana är en nattsländeart som beskrevs av Gibbs 1973. Chimarra akana ingår i släktet Chimarra och familjen stengömmenattsländor. Inga underarter finns listade i Catalogue of Life.